# Roxel

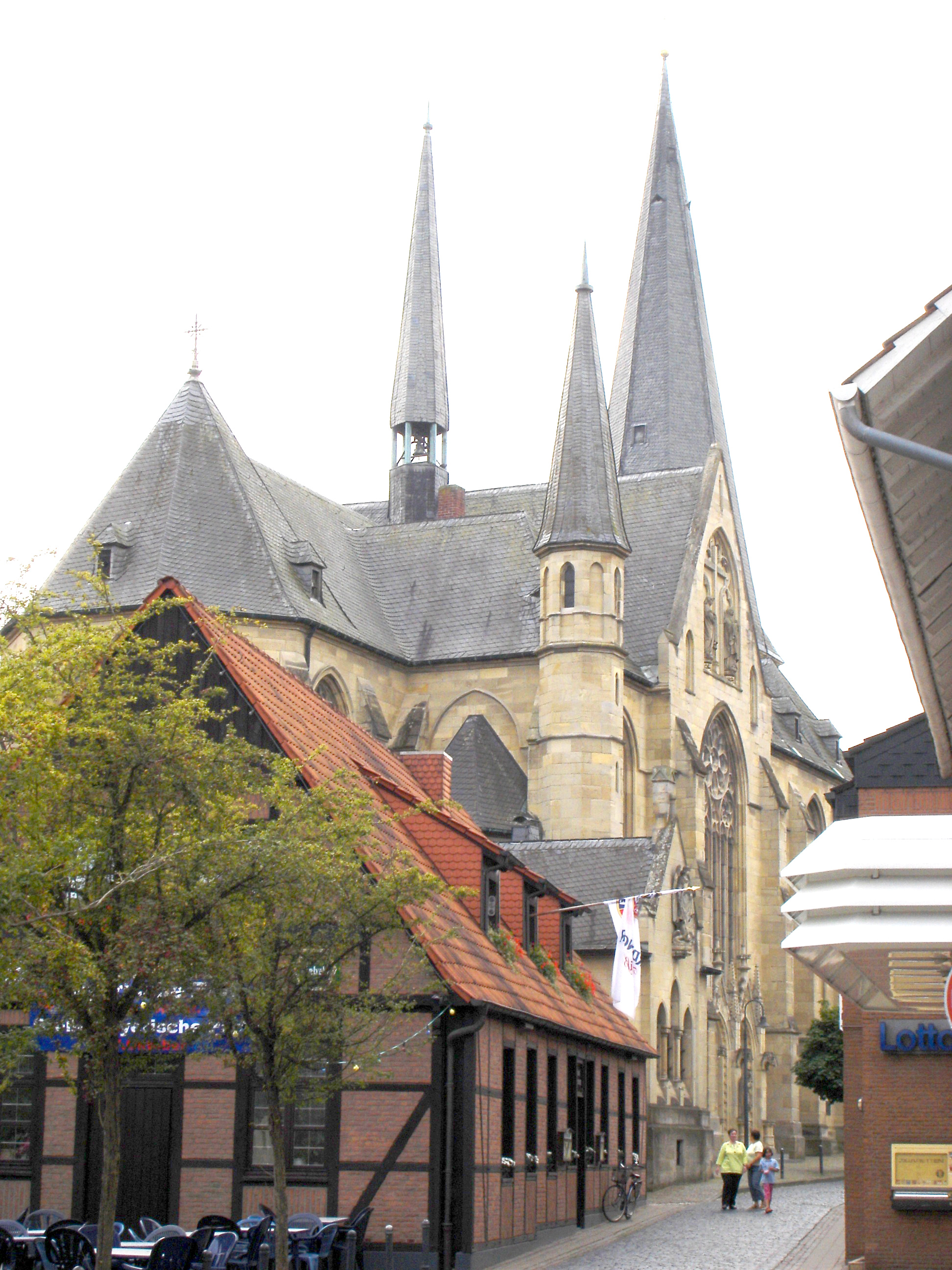
Blick auf das Zentrum von Roxel mit Blick auf die St.-Pantaleon-Kirche

Roxel (plattdeutsch Rauksel) ist ein Wohnbereich (Stadtteil) im Stadtbezirk West von Münster in Westfalen. Hier wohnen 9.392 Einwohner (Stand Dezember 2023) auf einer Fläche von 19,92 km². Im Norden grenzt der Stadtteil an Nienberge, im Osten an Gievenbeck und Sentrup, im Süden an Mecklenbeck sowie Albachten und im Westen an den Kreis Coesfeld (Nennung im Uhrzeigersinn). Die Autobahn A1 teilt den Stadtteil in Roxel westlich der Autobahn und Altenroxel östlich davon.

## Geschichte

### Bedeutung des Ortsnamens
Der alte, ursprüngliche Name von Roxel war Rokeslere bzw. Rukeslare (urkundlicher Beleg 1177). Er bedeutet nach Heinrich Dittmeyer so viel wie  „Rappenpferch“, „Rappenhürde“, „Rappenkoppel“ (Bestimmungswort = rôk > Rabe (Krähe), Homonym zu Rappe). Zum Grundwort (h)lar(i) gibt es allerdings unterschiedliche Auffassungen beziehungsweise Interpretationen hinsichtlich seiner Bedeutung. Heinrich Dittmeyer vertritt die Auffassung, hlar sei ein Zaun- bzw. ein Leiterwort und hlar bezeichne einen Platz, der eingehegt worden war, um besonders männliches Zuchtvieh geschützt halten zu können. Der Slavist Jürgen Udolph widerspricht ihm, ohne jedoch die Bedeutung des Grundwortes selbst schlüssig zu klären. Er vertritt die Auffassung, -lar- sei ein uraltes germanisches Siedlungswort, dessen Bedeutung nicht mehr exakt ermittelt werden könne, weil es eine nur sehr schwer aufzuschließende Etymologie habe. Er nähert sich mit seiner Interpretation Joseph Schnetz an, dessen Deutung als „Weide“ allerdings heftig kritisiert und von ihm zum Teil zurückgenommen worden war (im Zusammenhang mit ags. læsow=„Weide“ und slaw. lăs=„Wald“, nach Udolph).
Bezogen auf Rokeslere bedeutet dies, dass der Name dann auch wohl mit „Krähenort“, „Krähenwiese“, „Krähenweide“, „Krähenwald“ oder „Krähenlichtung“ gedeutet werden könnte. Eines ist sicher: Rokeslere > Roxel ist eine uralte Ortsbezeichnung, die viel älter ist, als die erste urkundliche Erwähnung aus dem Jahr 1177 vorgibt.
Die erstmalige urkundliche Erwähnung des heutigen Stadtteils Roxel bei Münster erfolgte im Jahr 1177 unter der Bezeichnung curia Rukeslare. Dabei handelt es sich um einen Hof mit mutmaßlich administrativ-rechtlicher Funktion, wie die Bezeichnung curia nahelegt. Sprachhistorisch lässt sich der Ortsname Rokeslare oder Rokeslere in zwei Bestandteile gliedern: rôk und -lare.
Das Wort rôk findet sich im Althochdeutschen sowie in verwandten germanischen Sprachen und bezeichnet dort „Rabe“ oder „Krähe“ (vgl. altengl. hrōc, mittelniederdeutsch rok). Das Suffix -lare (bzw. -lar, -lere) wird in der Toponymie des westfälischen und altsächsischen Sprachraums als Hinweis auf eine Rodungsstelle, eine Lichtung oder eine offene Weidefläche gedeutet (vgl. Dittmaier 1963; Udolph 1993). Der Name Rokeslare bedeutet demnach wörtlich „Rabenlichtung“ oder „Lichtung, an der Raben vorkommen“.
Diese Deutung korrespondiert inhaltlich mit der überlieferten Nutzung des Ortes: Der Ursprung Roxels liegt auf einer Waldlichtung, die im frühen Mittelalter als Richt- bzw. Gerichtsplatz diente. Die Kirche gründete Pfarreien, Klöster oder Verwaltungshöfe (curiae) gezielt an solchen Orten, um Legitimität durch Kontinuität zu erzeugen.(Interpretatio Christiana). „Im Mittelalter wurden in Roxel wiederholt Landtage abgehalten.“
In der germanischen Rechts- und Symbolwelt waren Raben bedeutungstragende Tiere, die mit Tod, Rechtsprechung und göttlicher Weisheit in Verbindung gebracht wurden (vgl. die mythologischen Raben Hugin und Munin in der Edda-Tradition). Die symbolische Verbindung zwischen „Rabe“ und „Gericht“ stärkt somit die semantische Plausibilität der Namensdeutung.
Im Mittelalter war es üblich, dass sich ortsansässige Adels- oder Ministerialenfamilien nach ihrem Sitz benannten. Die Familie von Rokeslare, die zur Zeit der Ersterwähnung nachweislich vor Ort lebte, führte demnach einen Herkunftsnamen, der sich vom Ort ableitete – nicht umgekehrt. Dies steht im Einklang mit der damaligen Benennungspraxis im westfälischen Raum.
Andere vorgeschlagene Namensableitungen – etwa von Rappe (schwarzes Pferd) oder Koppel (Weidefläche) – lassen sich weder sprachlich noch historisch mit der überlieferten Funktion des Ortes als Gerichtsstätte in Einklang bringen und gelten daher als unwahrscheinlich.

### Altenroxel
Trotz der irreführenden Namensgebung dürfte der Ortsteil Altenroxel um einiges jünger sein als das Dorf Roxel.
Bei Altenroxel handelt es sich ursprünglich um eine Drubbelsiedlung westlich der Münsterschen Aa, die vermutlich zu Beginn des 11. Jahrhunderts – also etwa gleichzeitig mit der südlich benachbarten Bauerschaft Mecklenbeck – entstand.

### Amt Roxel
Nach Einführung der Landgemeinde-Ordnung in der Provinz Westfalen 1843/44 entstand das Amt Roxel. Es umfasste neben dem Amtssitz Roxel die Gemeinden Albachten, Bösensell und Nienberge und hatte bis zur Gebietsreform 1975 (festgeschrieben im Münster/Hamm-Gesetz) und der damit einhergehenden Eingemeindung Roxels nach Münster Bestand. Mit der Gebietsreform fielen die Gemeinden Albachten und Nienberge an Münster, Bösensell an Senden (Kreis Coesfeld).

### Eingemeindung
Am 1. Januar 1975 wurde die Gemeinde Roxel aufgelöst. Ein Gemeindeteil mit 14,54 km² und damals 5945 Einwohnern wurde nach Münster eingegliedert. Havixbeck erhielt von Roxel zwar mit 18,22 km² eine größere Fläche, aber nur (damals) 341 Einwohner. Dort, in der Bauerschaft Schonebeck, die auch auf das Gebiet von Nienberge übergeht, lag die bereits im Mittelalter zerstörte Burg eines der ältesten Adelsgeschlechter Westfalens, der Ritter von Schonebeck und liegt die ursprünglich ihnen, dann den Droste zu Hülshoff gehörende Burg Hülshoff, durch Jahrhunderte eng mit Roxel verbunden, als nächstgelegener Brennpunkt für Tourismus und Kultur.
Letzter Bürgermeister der selbstständigen Gemeinde Roxel war Anton Wulfert von der Zentrumspartei.

## Statistik
Strukturdaten der Bevölkerung in Roxel am 31. Dezember 2020:
- Bevölkerungsanteil der unter 20-Jährigen: 21,0 % (Münsteraner Durchschnitt: 17,4 %)[10]
- Bevölkerungsanteil der mindestens 60-Jährigen: 24,9 % (Münsteraner Durchschnitt 23,5 %)[11]
- Ausländeranteil: 12,9 % (Münsteraner Durchschnitt: 10,9 %)[12]

## Verkehr
Am 13. Dezember 2014 wurde der Haltepunkt Roxel in Betrieb genommen. Hier hält seitdem die RB 63 (Baumbergebahn), die zwischen Münster und Coesfeld wochentags im Halbstundentakt verkehrt. Bis 1982 gab es einen weiter westlich in Richtung Havixbeck gelegenen Haltepunkt Roxel, der über ein 1906/07 erbautes Empfangsgebäude  verfügte.
| Linie | Streckenverlauf | Takt                                            | Betreiber    |
| ----- | --- | ----------------------------------------------- | ------------ |
| RB 63 | Baumberge-Bahn: Coesfeld (Westf) – Coesfeld Schulzentrum – Lutum (stündlich) – Billerbeck – Havixbeck – Münster-Roxel – Münster-Mecklenbeck – Münster (Westf) Hbf (– Münster Zentrum Nord) (nur wochentags) Stand: Fahrplanwechsel Dezember 2023 | 60 min 30 min (Coesfeld–Münster Hbf wochentags) | DB Regio NRW |

Weiterhin besteht eine innerstädtische Busverbindung ins Zentrum von Münster, nach Hiltrup und Amelsbüren sowie Regionalbuslinien nach Münster, Nottuln und Havixbeck.

## Kirchen
Die St.-Pantaleon-Kirche in der Ortsmitte ist die Pfarrkirche der katholischen Kirchengemeinde St. Liudger. Die evangelische Nicolaikirche in der Paul-Gerhardt-Straße wurde 2019 abgerissen. Anstelle der Kirche wurde dort das Philipp-Nicolai-Haus errichtet, in dem die evangelische Kirchengemeinde Roxel mit Albachten und Bösensell seit 2022 Gemeinderäume nutzt und auch Gottesdienste ausrichtet. Die Autobahnkapelle Roxel an der Raststätte Münsterland Ost der Bundesautobahn 1 wurde 1969 eingeweiht.

## Persönlichkeiten
- Johann IV. Droste zu Hülshoff (vor 1381–1446), Bürgermeister von Münster und Erwerber von Burg Hülshoff
- Johann V. Droste zu Hülshoff (1421–1462), Ratsherr und Kämmerer von Münster, Gutsbesitzer auf Burg Hülshoff
- Johann VI. Droste zu Hülshoff (1430–1499), Bürgermeister von Münster und Gutsbesitzer von Burg Hülshoff
- Johann VII. Droste zu Hülshoff (1467–1539), Bürgermeister von Münster und Gutsbesitzer von Burg Hülshoff
- Heinrich I. von Droste zu Hülshoff (1500–1570), Ratsherr von Münster und Gutsbesitzer von Burg Hülshoff
- Bernhard II. von Droste zu Hülshoff (1542–1624), Erster Bürgermeister der Stadt Münster, Gutsbesitzer auf Burg Hülshoff, bestattet in St. Pantaleon (Roxel)
- Heinrich II. von Droste-Hülshoff (1597–1666), Gutsbesitzer auf Burg Hülshoff, bestattet in St. Pantaleon (Roxel)
- Bernhard III. von Droste-Hülshoff (1634–1700), Gutsbesitzer auf Burg Hülshoff, Stifter und bestattet in St. Pantaleon (Roxel)
- Heinrich Johann I. Droste zu Hülshoff (1677–1739), Gutsbesitzer auf Burg Hülshoff, Stifter und bestattet in St. Pantaleon (Roxel)
- Heinrich Wilhelm Droste zu Hülshoff (1704–1754), kurkölnischer Kämmerer und Gutsbesitzer auf Burg Hülshoff, bestattet in St. Pantaleon (Roxel)
- Clemens August I. von Droste zu Hülshoff (1730–1798), Besitzer von Gut Hülshoff, bestattet in St. Pantaleon (Roxel)
- Clemens-August II. von Droste zu Hülshoff (1760–1826), Gutsbesitzer auf Burg Hülshoff, Maire und Souspréfet von Roxel, bestattet in St. Pantaleon (Roxel)
- Annette von Droste-Hülshoff (1797–1848), Dichterin und Komponistin
- Werner-Constantin von Droste zu Hülshoff (1798–1867), Mitglied des westfälischen Provinziallandtags, Kreisdeputierter und Besitzer von Gut Hülshoff, bestattet in Roxel
- Heinrich von Droste zu Hülshoff (1827–1887), königlich-preußischer Landrat des Landkreises Münster, Bürgermeister von Roxel, Besitzer von Gut Hülshoff, bestattet in Roxel
- Ferdinand von Droste zu Hülshoff (1841–1874), Ornithologe und Schriftsteller, bestattet in Roxel
- Heinrich Schulte-Altenroxel (1867–1947), Landwirt, Kolonist und Unternehmer
- Hans-Peter Müller (1934–2004), wohnte in Roxel im Eichenweg

## Schulen
- Mariengrundschule Roxel, Kath. Grundschule, Auf dem Dorn 17
- Augustin-Wibbelt-Schule Roxel, Schule für Lernbehinderte
- Sekundarschule am Schulcampus Roxel, Tilbecker Straße 24–26

## Sport
Den Sportvereinen des Stadtteils steht die städtische Bezirkssportanlage mit zwei Fußballplätzen, einer Leichtathletikanlage mit Kunststofflaufbahn, mehreren Tennis und Speckbrettplätzen zur Verfügung. Unmittelbar daneben befinden sich ein Hallenbad und die Dreifachturnhalle des Schulzentrums. Die Turnhalle der Grundschule wird vom Vereinssport ebenfalls genutzt.
- Der größte Sportverein in Roxel ist der BSV, der zahlreiche Sportarten anbietet.
- In Altenroxel befindet sich das vereinseigene Gelände des Tennis- und Hockeyclubs (THC) Münster mit zahlreichen Tennisplätzen (Halle und Freiluft) sowie dem einzigen Hockeyplatz im Stadtgebiet.
- Der im Münsterland beliebte Reitsport wird durch den Reit- und Fahrverein Roxel abgedeckt.
- Mehrere Sportvereine des Stadtgebiets nutzen das Hallenbad für den Schwimmsport und Schwimmkurse.